# جون هيلي (سياسي أسترالي)
جون هيلي هو سياسي أسترالي، ولد في 19 مارس 1894 في ماريبورو في أستراليا، وتوفي في 18 يوليو 1970 في بريزبان في أستراليا. نشط حزبياً في Queensland Labor Party ‏. وقد انتخب عضو المجلس التشريعي لولاية كوينزلاند ‏.